# Liste der Landkomture der Ballei Franken
Die Liste der Landkomture der Ballei Franken stellt die Landkomture der Deutschordensballei Franken vor.
| - 1. Gerhard von Hirschberg (1268) - 2. Volmar von Bernhausen (1268–1272) - 3. Heinrich von Mässing (1273–1280) - 4. Ulrich von Schauenstein (um 1281) - 5. Konrad von Feuchtwangen (1282/83) - 6. Konrad von Babenberg (1288/89) - 7. Gottfried von Hohenlohe (1290–1294) - 8. Marquard von Mässing (1296/97) - 9. Hermann Lesch (1298–1300) - 10. Eberhard von Sulzberg (1301/02) - 11. Konrad von Gundelfingen (1306) - 12. Degenhard von Gundelfingen (1311) - 13. Konrad von Gundelfingen (1311–1324) - 14. Heinrich von Zipplingen (1329–1346) - 15. Seifried von Mindelberg (1335/36) - 16. Herbrand von Schmähingen (1336–1339) - 17. Friedrich von Urbach (1339/40) - 18. Otto von Heideck (1340–1344) - 19. Berthold Burggraf von Nürnberg (1345–1349) - 20. Poppo von Henneberg (1349/50) - 21. Albrecht von Paulsdorf (1351) - 22. Heinrich von Gundelsheim (1352) - 23. Mangold von Brandis (1354/55) - 24. Gottfried von Hanau (1356/57) - 25. Philipp von Bickenbach (1358–1375) - 26. Marquard Zöllner von Rotenstein (1360–1364) - 27. Konrad von Aschhausen (1369–1371) - 28. Friedrich von Egloffstein (1371–1376) - 29. Konrad Rüdt von Collenberg (1377/78) - 30. Wiprecht Rüdt von Collenberg (1379–1382) - 31. Friedrich von Egloffstein (1383–1392) - 32. Dietrich von Venningen (1392–1394) | - 33. Konrad von Egloffstein (1394–1396) - 34. Wolfram von Egloffstein (1397–1406) - 35. Ludwig von Wertheim (1407–1419) - 36. Franz von Wildenstein (1419–1421) - 37. Johann von Gumppenberg (1423/24) - 38. Arnold von Hirschberg (1426–1446) - 39. Simon von Leonrod (1446/47) - 40. Ulrich von Lentersheim (1448–1455) - 41. Hartung von Egloffstein (1455–1462) - 42. Melchior von Neuneck (1463–1491) - 43. Wolfgang von Eisenhofen (1492–1527) - 44. Wilhelm von Neuhausen († 1537) - 45. Eberhard von Ehingen (1543–1549, † 1549) - 46. Wilhelm von Lochinger (1555–1558) - 47. Heinrich von Bobenhausen (1558–1565) - 48. Georg Hund von Wenkheim (1566) - 49. Volprecht von Schwalbach (1569–1602) - 50. Johann Konrad Schutzbar genannt Milchling (1606–1612) - 51. Johann Eustach von Westernach auf Kronburg (1618–1624) - 52. Karl Freiherr von Wolkenstein, Herr zu Trostburg († 1626) - 53. Gebhardt von Nenningen (1627–1633) - 54. Georg Wilhelm von Elkertshausen, gen. Klüppel (1638–1654) - 55. Johann Konrad von Lichtenstein (1655–1656) - 56. Johann Adolf Lösch Freiherr von und zu Hilgertshausen auf Wolfersdorf (1658–1663) - 57. Philipp Freiherr von Gravenegg (1664–1468) - 58. Johann Ludwig von Roggenbach (1669–1682) - 59. Johann Wilhelm von Zocha auf Wald (1682–1690) - 60. Adam Maximilian Freiherr von Ow auf Hierlingen und Sternegg (1691–1702) - 61. Philipp Benedikt Forstmeister von Gelnhausen (1702–1716) - 62. Karl Heinrich Freiherr von Hornstein (1718–1743, † 1745) - 63. Franz Sigismund Friedrich Graf von Satzenhofen (1744–1748) - 64. Friedrich Carl Freiherr von Eyb (1749–1764) - 65. Franz Sigismund Adalbert Freiherr von Lehrbach (1765–1787) - 66. Franz Conrad Philipp Leopold Freiherr Zobel von Giebelstadt und Darstadt (um 1801) |